# Kościół Chrystusa Króla w Ostrzeszowie
Kościół Chrystusa Króla w Ostrzeszowie – rzymskokatolicki kościół parafialny w mieście Ostrzeszów, w województwie wielkopolskim. Należy do dekanatu Ostrzeszów. Mieści się przy ulicy Zamkowej.

## Historia
Świątynia została zbudowana jako kościół ewangelicki w 1861 roku. Wzniesiono ją w stylu neogotyckim przez istniejącą w mieście gminę ewangelicką. Kościół budowano przez 2 lata. Budowla służyła protestantom przez 84 lata do stycznia 1945. W okresie II Rzeczypospolitej kościół był we władaniu parafii należącej do superintendentury Ostrzeszów Ewangelickiego Kościoła Unijnego.
Po przejęciu świątyni przez Kościół rzymskokatolicki zostały zmniejszone chóry, żeby można było zamontować dwa boczne ołtarze. W prezbiterium był umieszczony obraz, a z lewej strony ambona-kazalnica. Na ścianie kościoła jest umieszczona tablica poświęcona św. Maksymilianowi Kolbemu, który był więziony w mieście w 1939.
10 lipca 2020 roku zawieszono na wieży drugi dzwon o imieniu Chrystus Król i wadze 420 kg. Odlany został w Ludwisarni Felczyńskich, w Taciszowie. Został ufundowany przez państwo Annę i Mariana Dejneków.

## Organy
Organy zostały wybudowane w drugiej połowie XIX wieku przez Gottfrieda Riemera. Dyspozycja instrumentu jest utrzymana w koncepcji niemieckiego romantyzmu. Organy pod względem dyspozycji oraz prospektu są bardzo podobne do organów tego samego organmistrza w Minkowicach Oławskich.
Dyspozycja instrumentu:
| Manuał I                  | Manuał II              | Pedał                |
| ------------------------- | ---------------------- | -------------------- |
| 1. Bordun 16'             | 1. Geigen-Principal 8' | 1. Principalbaſs 16' |
| 2. Principal 8'           | 2. Portunal 8'         | 2. Subbaſs 16'       |
| 3. Gedackt 8'             | 3. Salicional 8'       | 3. Viol-baſs 8'      |
| 4. Viola di Gamba 8'      | 4. Flauto traverso 4'  | 4. Flaut baſs 8'     |
| 5. Octave 4'              |                        |                      |
| 6. Quinte 2 2/3'          |                        |                      |
| 7. Octave 2'              |                        |                      |
| 8. Mixtur 3 fach (1 1/3') |                        |                      |